# Andrea Murez

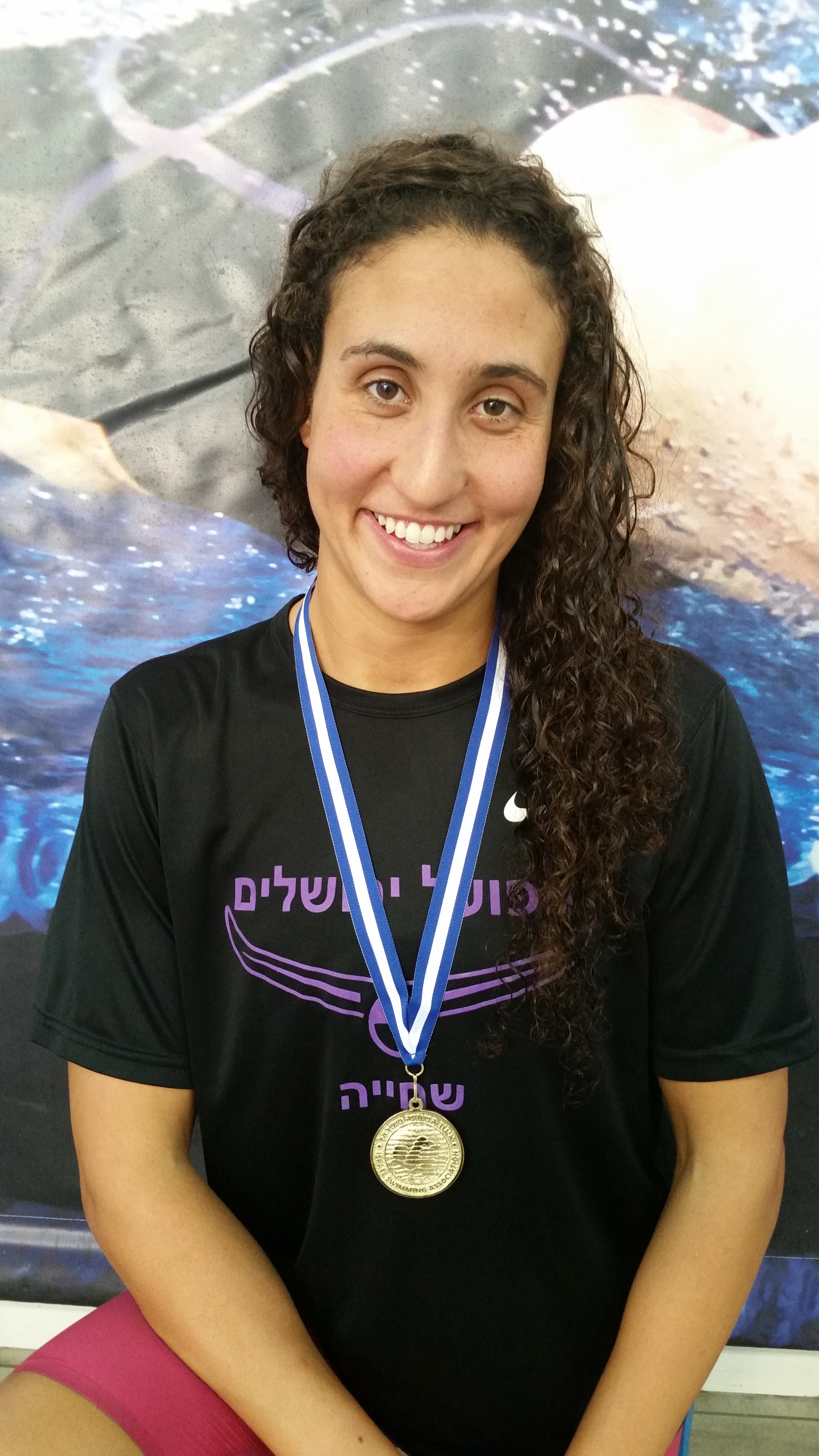
Andrea Murez bei den israelischen Meisterschaften 2016

Andrea „Andi“ Murez (hebräisch אנדראה מורזו‎; * 29. Januar 1992 in Los Angeles) ist eine israelische Schwimmerin, die bis 2013 für die Vereinigten Staaten antrat. Sie gewann 2024 bei Europameisterschaften zweimal Gold auf der 50-Meter-Bahn.

## Sportliche Karriere

### Die frühen Jahre in den Vereinigten Staaten
Andrea Murez besuchte die Venice High School und dann die Stanford University. Bereits 2009 nahm sie an der Makkabiade in Tel Aviv teil. Dort gewann sie auch ihre ersten Titel über 50 Meter Freistil und 200 Meter Lagen. 2013 trat sie bei der Universiade in Kasan an. Sie siegte mit der 4-mal-200-Meter-Freistilstaffel und wurde Zweite mit der 4-mal-100-Meter-Freistilstaffel. Eine Bronzemedaille erhielt sie für ihren Vorlaufeinsatz in der 4-mal-100-Meter-Lagenstaffel. Eine Woche später nahm sie an der Makkabiade 2013 teil und gewann über 50 Meter, 100 Meter und 200 Meter Freistil.

### Die Jahre bis zur ersten Olympiateilnahme 2016
Nachdem sie 2013 in Stanford graduiert hatte, zog sie nach Israel. Sie setzte dort ihr Medizinstudium an der Universität Tel Aviv fort und startete ab 2014 für die israelische Nationalmannschaft. Ende 2014 gewann sie auf der 25-Meter-Bahn ihre ersten israelischen Meistertitel. 2015 siegte sie auf der 50-Meter-Bahn in fünf Wettbewerben. Ende 2015 nahm sie an den Kurzbahneuropameisterschaften in Netanya teil. Sie erreichte mit drei Staffeln das Finale und wurde Achte über 100 Meter Freistil sowie Siebte über 200 Meter Freistil.
2016 bei den Europameisterschaften in London wurde Murez Fünfte über 100 Meter Freistil. Über 50 Meter und 200 Meter Freistil schied sie im Halbfinale aus. Bei den Olympischen Spielen in Rio de Janeiro schwamm die 4-mal-100-Meter-Freistilstaffel mit Keren Siebner, Zohar Shikler, Amit Ivry und Andi Murez im Vorlauf israelischen Landesrekord in 3:41,97 Minuten, schied aber als 16. unter 16 Staffeln aus. Über 100 Meter Freistil wurde Murez in 55,47 Sekunden 30. unter 46 Starterinnen. Über 50 Meter Freistil schwamm sie 25,41 Sekunden und wurde 35. von 89 Teilnehmerinnen. Sie war auch über 200 Meter Freistil gemeldet, trat aber nicht an.

### Die Jahre bis zur zweiten Olympiateilnahme 2021
2017 bei den Weltmeisterschaften in Budapest erreichte Murez das Halbfinale über 100 Meter Freistil, bei ihren anderen Starts schied sie im Vorlauf aus. Im Jahr darauf bei den Europameisterschaften 2018 in Glasgow erreichte sie über 50 Meter und über 100 Meter Freistil das Halbfinale. Die 4-mal-200-Meter-Mixed-Freistilstaffel mit Denis Loktev, Daniel Namir, Anastasia Gorbenko und Andrea Murez wurde Siebte und die 4-mal-100-Meter-Mixed-Freistilstaffel mit David Gamburg, Ziv Kalontarov, Andrea Murez und Anastasia Gorbenko schlug als Achte an. 2019 bei den Weltmeisterschaften in Gwangju schied Murez über 50 Meter und über 100 Meter Freistil im Vorlauf aus. Ihre beste Platzierung war der zehnte Platz im Vorlauf mit der 4-mal-100-Meter-Mixed-Lagenstaffel in der Besetzung Anastasia Gorbenko, Itay Goldfaden, Tomer Frankel und Andrea Murez.
Wegen der COVID-19-Pandemie wurden die für 2020 geplanten Meisterschaften nach 2021 verschoben. Bei den Europameisterschaften in Budapest im Mai 2021 belegte die 4-mal-200-Meter-Mixed-Freistilstaffel mit Denis Loktev, Ron Polonsky, Andrea Murez und Anastasia Gorbenko den vierten Platz. Über 200 Meter Freistil schlug Murez im Endlauf als Fünfte an. Über 100 Meter Freistil fehlten ihr als Vorlaufneunter sieben Hundertstelsekunden zur Finalteilnahme. Die 4-mal-200-Meter-Freistilstaffel mit Daria Golovaty, Andrea Murez, Lea Polonsky und Anastasia Gorbenko schwamm die achtbeste Zeit im Finale. Zwei Monate später bei den Olympischen Spielen in Tokio trat Murez in vier Wettbewerben an. Über 200 Meter Freistil war sie als 19. der Vorläufe 0,65 Sekunden vom Halbfinale entfernt. Über 100 Meter Freistil schwamm sie in 54,06 Sekunden neuen israelischen Rekord, auf dem 22. Platz fehlten ihr letztlich zwei Zehntelsekunden für das Halbfinale. Über 50 Meter Freistil war Murez in 25,48 Sekunden 30. unter 81 Teilnehmerinnen. Die 4-mal-100-Meter-Mixed-Lagenstaffel mit Anastasia Gorbenko, Itay Goldfaden, Gal Cohen Groumi und Andrea Murez schwamm in den Endlauf und Murez schlug als Achte an.

### Comeback 2024
Nach zwei Jahren Pause vom internationalen Schwimmsport kehrte Murez, mittlerweile ausgebildete Ärztin, 2023 zurück, Ende des Jahres war sie bei einigen Profirennen in den Vereinigten Staaten dabei. Im Juni 2024 bei den Europameisterschaften in Belgrad siegte die israelische 4-mal-100-Meter-Mixed-Lagenstaffel mit Anastasia Gorbenko, Ron Polonsky, Gal Cohen Groumi und Andrea Murez mit über zwei Sekunden Vorsprung vor dem deutschen Quartett. Die 4-mal-100-Meter-Mixed-Freistilstaffel mit Romano Yoav, Alexey Glivinskiy, Anastasia Gorbenko und Andrea Murez schwamm auf den vierten Platz, eine Hundertstelsekunde hinter den Deutschen. Die 4-mal-200-Meter-Freistilstaffel mit Anastasia Gorbenko, Daria Golovaty, Ayla Spitz und Lea Polonsky gewann mit einer Sekunde Vorsprung vor den Ungarinnen. Hier erhielt Murez eine Goldmedaille für ihren Einsatz im Vorlauf. Nach dem sechsten Platz über 100 Meter Freistil trat Murez in der 4-mal-100-Meter-Freistilstaffel als Schlussschwimmerin an. Lea Polonsky, Ayla Spitz, Daria Golovaty und
Andrea Murez hatten als Vierte 0,13 Sekunden Rückstand auf die drittplatzierten Polinnen. Die 4-mal-100-Meter-Lagenstaffel mit Ayla Spitz, Daria Golovaty, Ariel Hayon und Andrea Murez wurde Sechste.
Bei den Olympischen Spielen in Paris trat Murez nur mit der Mixed-Lagenstaffel an. Anastasia Gorbenko, Ron Polonsky, Gal Cohen Groumi und Andrea Murez schieden mit der zehntbesten Vorlaufzeit aus. Eine Sekunde fehlte zum Finaleinzug.